# Чиаки Јамада
Чиаки Јамада (јап. 山田 千愛; 2. август 1966) бивша је јапанска фудбалерка.

## Репрезентација
За репрезентацију Јапана дебитовала је 1984. године. За тај тим одиграла је 21 утакмица и постигла је 3 гола.

## Статистика
| Јапан  | Јапан | Јапан |
| Год.   | Ута.  | Гол.  |
| ------ | ----- | ----- |
| 1984   | 2     | 0     |
| 1985   | 0     | 0     |
| 1986   | 6     | 0     |
| 1987   | 4     | 1     |
| 1988   | 2     | 0     |
| 1989   | 7     | 2     |
| Укупно | 21    | 3     |